# Кекелидзе, Георгий
Георгий Кекелидзе (р. 10 апреля 1984 г., Озургети) ― грузинский поэт, прозаик, киносценарист, эссеист, лектор, телеведущий, лауреат премии «Саба», премии «Золотое крыло», а также лауреат Международной премии им. М. Мушвига, основатель электронной библиотеки lib.ge, редактор этого сайта. С 2012 по 11 января 2024 ― Генеральный директор Национальной парламентской библиотеки Грузии. С 2024 года Георгий Кекелидзе назначен креативным директором сети книжных магазинов Biblusi. Основатель Музея книги и Музея прессы. Автор и исполнитель идеи создания библиотек в скверах Грузии. Инициатор создания грузинских библиотек за рубежом. Основатель и главный редактор электронной библиотеки lib.ge (2006-2012 гг.). Основатель просветительского движения "Эквилибриум". Инициатор Дня дарения книг в Грузии (23 апреля).

## Биография
Георгий Кекелидзе родился в 1984 году в городе Озургети. Учился в средней школе № 11 им. Э. Ниношвили в г. Озургети.
В 2001-2009 гг. учился в Тбилисском государственном университете на филологическом факультете (степень магистра гуманитарных наук).
В 2006-2008 гг. работал в Руставской колонии № 2 на посту преподавателя грузинского языка и литературы.
В 2009-2010 гг. был одним из ведущиx передачи «Городское радио» вместе с Давидом Картвелишвили и Нестан-Нене Квиникадзе. Вёл рубрику «Про и контра», где два и более известных критиков и теоретиков вели дискуссию на литературные темы .
В 2010-2012 гг. по инициативе Г. Кекелидзе Литературный портал вместе с «Рок-клубом» проводил еженедельные арт-вечера.
В 2011 году Г. Кекелидзе основывает электронную библиотеку lib.ge и компанию «Frontline Georgia», а также проводит цикл дискуссий на литературные темы и является модератором этих дискуссий.
В 2010-2012 гг. Г. Кекелидзе является обозревателем и редактором колонки журнала Tabula, продюсером телепередачи «Красная зона», а в 2011 году ― редактором арт-литературного отдела, литературным обозревателем журналов Focus и Tbilisi Gaid.
В 2010 году был временным членом наблюдательного совета грузинского пен-клуба, тогда же начинает читать лекции по классической литературе в Свободном университете, а также является куратором литературного клуба этого университета.
В 2011 году Г. Кекелидзе как ведущий участвует в совместном проекте радио «Зелёная волна» и электронной библиотеки lib.ge ― «Литература и другое». Передача идёт в прямом эфире, приглашённые гости или студенты разговаривают о текущие процессы в литературе, а также другие наболевшие вопросы, касающиеся этих процессов.

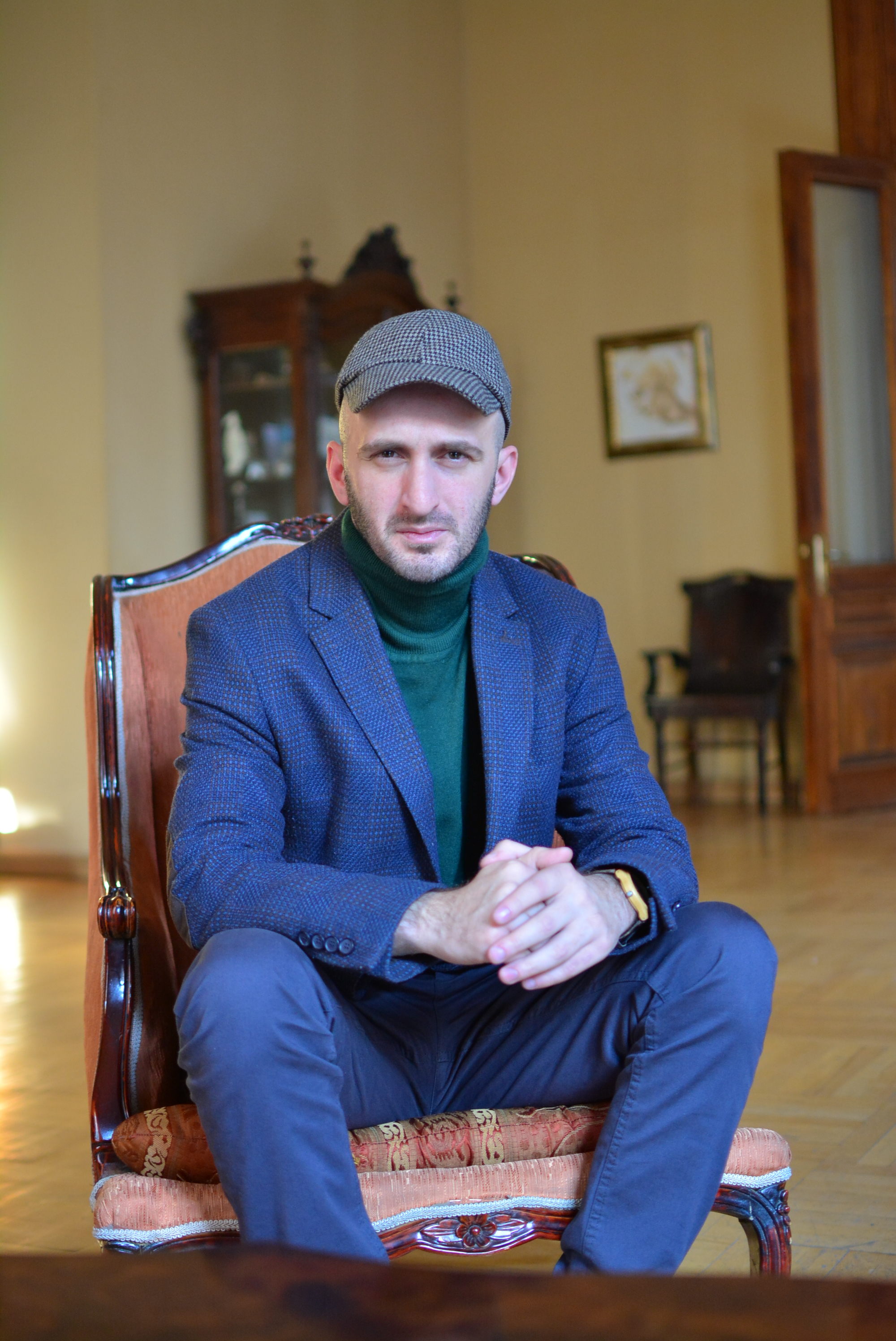
Гиорги Кекелидзе в Национальной библиотеке

В 2012 году Свободный университет и lib.ge на «Новом канале» (просветительский канал телекомпании «Рустави-2») участвуют в передаче «Интерпретации», где гости обсуждают литературу, которая изучается в школах и в университетах, а также обучают новой интерпретации текстов. Автор и ведущий этой передачи ― Георгий Кекелидзе.
В 2012 году Г. Кекелидзе был назначен на должность генерального директора Грузинской национальной парламентской библиотеки. В свои 27 лет он стал самым молодым директором Национальной библиотеки за всё время её существования.
С момента, когда Г. Кекелидзе стал директором библиотеки, в заведении произошли реформы по некоторым направлениям: был начат процесс оцифровки литературы, произошли реформы в сфере обслуживания, начали проводиться телепередачи, открылись разнообразные тематические уголки и библиотеки иностранной литературы. В Стамбуле под председательством Г. Кекелидзе была открыта Грузинская библиотека, очаги грузинской библиотеки открылись также в Киеве и Вене, был создан электронный синдикат библиотечного развития, который объединил и религиозные библиотеки.
В 2012 году Г. Кекелидзе стал автором и ведущим программы «Литареа».
В 2012 году на международном аудиопортале Lyrikline.org была открыта страница на двух языках ― английском и немецком.
В 2012 году по инициативе Г. Кекелидзе lib-группа основала кавказский портал Caulib, также был основан Либ-эквилибриум и Либ-клуб, которые способствуют объединению студентов и имеют социальную и просветительскую функции.
С 2013 года по пятницам в передачи «Другой полдень» (канал «Рустави-2»), вместе с Давидом Турашвили, Георгий Кекелидзе ведёт рубрику раритетного отдела библиотеки ― «История одной старой и редкой грузинской книги».
В 2013 году в Вашингтоне Г. Кекелидзе встретился с директором Библиотеки Конгресса Джеймсом Биллингтоном. В результате договорённости грузинские цифровые архивы стали открытыми для мировых электронных архивов, а американские архивы ― для грузинских архивов. Во время этого визита грузинской стороне был передан бостонский архив Залдастанишвили и нью-йоркский архив Григола Диасамидзе. В Библиотеке Конгресса прошёл вечер поэзии Георгия Кекелидзе.
17 ноября 2017 года по инициативе Георгия Кекелидзе в Тбилиси был открыт Музей книги. В 2018 году в связи со 100-летием объявления Независимости Грузии по инициативе Кекелидзе в Национальной библиотеке открылся Зал Независимости страны. В том же году Кекелидзе стал первым представителем Грузии на Всемирном форуме писателей в Китае.
С июля 2021 года по сентябрь 2022 года Георгий Кекелидзе боролся с тяжелой клинической депрессией и постстрессовым расстройством, а также с обсессивно-компульсивным расстройством. В этот период Кекелидзе был практически парализован от общественной деятельности. После выздоровления он начал открыто говорить о психических трудностях. Чтобы сломать стереотипы и помочь другим, он популяризирует научную психиатрию посредством публичных лекций, писем и дискуссий.
В феврале 2023 года Георгий Кекелидзе открыл грузинские библиотеки в итальянских городах Неаполе и Милане. А вскоре анонсировал и приступил к написанию художественно-биографической книги о футболисте Хвиче Кварацхелия под названием "Хвича. Звезда по имени звезда", которая была опубликована в том же году.

### Креативный директорBiblusi
17 января 2024 года Георгий Кекелидзе был назначен креативным директором Biblusi и основал Общество распространения грамотности, председателем которого и стал. Целью Общества является снабжение грузинских сел книгами и компьютерами, проведение лекций, дискуссий и создание образовательных общинных центров. 

## Творчество

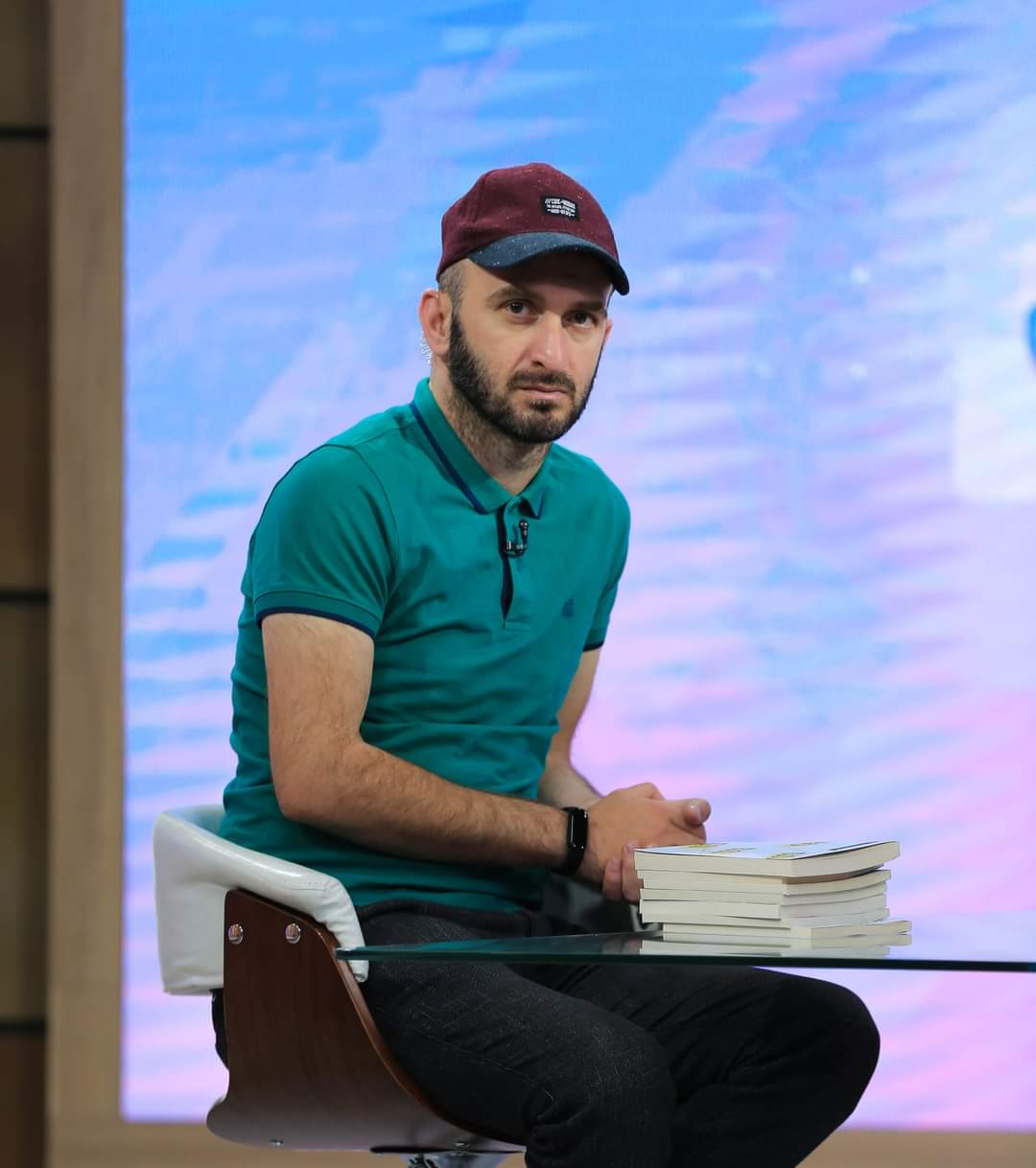
Гиорги Кекелидзе в своей литературной рубрике, 2021 год

Георгий Кекелидзе перевёл произведения некоторых австрийских поэтов, сказки народов мира («Золотые ворота»), роман Сергея Доренко «Роман 2008». Стихи Г. Кекелидзе переведены на английский, русский и азербайджанский языки. Его произведения были внесены в раздел грузинской поэзии антологии азербайджанской.
Англоязычный перевод произведений автора и его аудиоверсия были опубликованы на международном сайте Lyricline.org.
В 2008 году издательство «Сиеста» напечатал поэтический сборник «Оды». В этой книге наряду со стихами Георгия Кекелидзе были опубликованы статьи известных критиков (Г. Ломидзе, З. Шатиришвили, Л. Бердзенишвили, Г. Сирадзе, Л. Брегадзе, З. Кикнадзе, Т. Кикачеишвили, Г. Алхазишвили.). Оформление сборника ― работы фотографа Д. Месхи.
В 2010 году этим же издательством был издан сборник детской поэзии, в который вошли несколько стихотворений Г. Кекелидзе, а также статьи о его творчестве вышеуказанных критиков. В сборник вошли также письма и произведения Д. Берианидзе, Ц. Барбакадзе, Л. Кодалашвили, Х. Тавдгиридзе, Г. Киладзе, Н. Варади, Д. Инджия, А. Казумова, С. Картвелишвили.
В 2011 году издательство «Сиеста» начало выпускать серию произведений под названием «Книга на тарелке». Вместо стандартной печатной процедуры, книги отправили в супермаркеты, где страницы книг напечатали на тарелках, на которых расфасовывают замороженную курицу или рыбу, овощи и фрукты, а также на тарелках для пирожных. Первая книга из этой серии ― поэма Г. Кекелидзе «Коран». В создании «Корана» принимали участие: Гага Ломидзе ― автор 4 разделов, Олег Тимченко ― рисунок Корана, фото ― Гурам Цибахашвили, эскизы ― Тамары Калхиташвили, концепция издания ― Алекси Чихвинадзе, дизайн ― Гванца Махатадзе. Идея серии исходит от романа американского писателя Уильяма Берроуза «Голый завтрак». Идея названия принадлежит Джеку Керуаку.
В 2012 году выходит адаптированное произведение В. Пшавела «Змееед» в комиксах, автором которого является Г. Кекелидзе и Г. Хорнаули.
В 2012 году выходит совместный альбом Г. Кекелидзе и М. Лашаури ― миниатюры по мотивам стихов Г. Кекелидзе, художественное оформление ― Н. Лашаури.
В 2013 году вышел минифильм Анны Саная по мотивам стихов Г. Кекелидзе.
В 2013 году на Международной книжной ярмарке во Франкфурте состоялась презентация трехъязычного перевода миниатюр Георгия Кекелидзе (английский, немецкий, русский). Была представлена видеоинсталляция Майи Мачаладзе и Маи Лашаури. Перед публикой Кекелидзе появился в футболке с надписью "Россия, прекрати ползучую аннексию Грузии". В 2014 году вышел сборник стихов Кекелидзе "Поэзия 2008-2013".
В 2014 году Георгий Кекелидзе приступил к работе над прозаическим произведением "Гурийские дневники", параллельно записывая видеосюжеты "Истории репрессированных гурийцев". "Свадебные истории гурийцев", основанные непосредственно на рассказах гурийцев, стали бестселлером сразу после выхода. В 2015 году "Гурийские дневники" и серия детективов Георгия Кекелидзе распространяются совместно с газетой "Квирис Палитра". Тираж первой части "Гурийских дневников" Георгия Кекелидзе превысил 20 тысяч экземпляров. Полученные гонорары автор перечислил в Фонд борьбы с лейкемией в связи со смертью от той же болезни своего отца Зураба Кекелидзе.
В 2017-2019 годах "Сказки Томы" Георгия Кекелидзе были изданы на турецком, немецком, английском, итальянском, французском и китайском языках.

## Личная жизнь
10 апреля 2024 года, в свой 40-й день рождения, Георгий Кекелидзе объявил, что женился. Его избранницей стала Мариам Соселия.

## Награды
- 2009 г. ― Литературная премия «Саба». Лучший дебют сборника «Оды».
- 2010 г. ― Лучший среди молодых литераторов.
- 2010 г. ― British Counsil на представительном конкурсе Poet in the City ― грузинский победитель.
- 2010 г. ― Человек года по версии журнала «Горячий шоколад».
- 2012 г. ― Международная премия фонда «Золотое крыло» за создание телепередач «Интерпретация» и «Литареа», теле - и интернет-проектов.
- 2013 г. ― Один из 50 лучших студентов ― выпускников ТГУ.
- 2013 г. ― Международная премия им. М. Мушвига (была вручена в г. Баку)
- 2014 г. — "Гурийские дневники» — национальный бестселлер года;
- 2015 г. — лауреат премии Цинандали за сборник стихов «Поэзия 2008-2013»;
- 2015 г. — автор года в грузинской литературе — опрос журнала EGO;
- 2015 г. — Премия Гурама Рчеулишвили за «Гурийские дневники»;
- 2015 г. — «Лица 2015" за «Гурийские дневники» (бестселлер) и «Цифровую фотолетопись» (Проект года);
- 2015 г. — Премия Общественного вещателя за «Эквилибриум»  (Образовательный проект года — обновленные деревенские библиотеки);
- 2016 г. — Премия Общественного вещателя «Руставели — электронная библиотека» (Образовательный проект года);
- 2018 г. — по версии украинских СМИ, «Гурийские дневники» Георгия Кекелидзе вошли в топ-5 книг, рассказывающих о Грузии;
- 2018 г. — Журнал Entrepreneur Georgia — «Интрапренер года»;
- 2019 г. — победитель конкурса Национального центра кинематографии Грузии за полнометражный кинопроект по сценарию «Орех» с Леваном Когуашвили;
- 2019 г. — победитель конкурса Hubert Bals Fund (Голландия) за сценарий «Орех»;
- 2023 г. — премия «Палитра Медиа Холдинг» — «Друг палитры»;
- 2023 г. — Премия Гехтмана за вклад в библиотечную деятельность.[2].